# آنتون پلیسنوی
آنتون پلیسنوی (گرجی: ანტონ პლესნოი؛ زادهٔ ۱۷ سپتامبر ۱۹۹۶) وزنه‌بردار اهل گرجستان است.
وی در مسابقات کشوری و بین‌المللی در مجموع برندهٔ ۱ مدال طلا، ۳ مدال برنز شده‌است.